# Rosamunde Pilcher
Rosamunde Pilcher, född som Rosamunde Scott den 22 september 1924 i Lelant i Cornwall, död 6 februari 2019 i Longforgan i Perth and Kinross i Skottland, var en brittisk författare som bland annat skrivit I pinjeträdens skugga och Snäcksamlarna varav den sistnämnda blev hennes stora genombrott. Hon skrev kärleksromaner och familjeromaner, och är en av de samtida brittiska författarna som sålt mest böcker.
Under början av sin karriär skrev Pilcher under pseudonymen Jane Fraser.

## Biografi
Rosamunde Pilcher föddes 1924 i Cornwall, och gick i skolan i St. Clare's Polwithen och Howell's School Llandaff innan hon läste till sekreterare vid Miss Kerr-Sanders' Secretarial College. Hon började skriva berättelser vid sjuårsåldern, och debuterade med en novell när hon var bara 18 år. Under andra världskrigets andra hälft, 1943 till 1946, var Pilcher verksam vid Women's Naval Service. Den 7 december 1946 gifte hon sig med Graham Hope Pilcher, och paret slog sig ner i Dundee i Skottland. Som gift gav hon upp sin yrkeskarriär och blev hemmafru. Hon fick fyra barn. Vid sidan av hemarbetet fortsatte hon emellertid att författa berättelser, sittande vid köksbordet, och gav under denna period av livet ut kärleksnoveller under pseudonymen Jane Fraser. Novellerna utgavs på damtidningar.
Som romanförfattare debuterade Pilcher 1949, med en kärleksroman som utgavs på förlaget Mills and Boon. Hon skrev även denna under sin pseudonym, liksom hon gjorde med de följande nio romanerna. Första romanen i eget namn, Secret to Tell, utgav hon 1955, men först tio år senare slutade hon helt använda namnet Jane Fraser. 
Pilcher har förklarat sitt författarskap med att det inledningsvis var en flykt från vardagen vilken räddade hennes äktenskap. Hon skrev många romaner, men slog igenom 1987 med The Shell Seekers (Snäcksamlarna, 1989). Det är en släktsaga i vilken huvudpersonen, Penelope Keeling, i sin ålderdom ser tillbaka på sitt liv. Detta blev en av de bäst säljande romanerna under 1980-talet, med fem miljoner exemplar sålda, och blev Pilcher internationella genombrott. 2004 gjordes en miniserie för TV av boken, med Vanessa Redgrave i huvudrollen. 1990 utkom Pilcher med en uppföljare till Snäcksamlarna, September (i svensk översättning 1991), som även den blev en stor säljframgång, och likaså blivit en miniserie, med Edward Fox, Michael York, Mariel Hemingway, och Jacqueline Bisset i huvudrollerna. Därpå följde säljframgångarna, med roman efter roman.
År 2000 meddelade Pilcher att hon slutade skriva. Sedan dess har dock flera romaner utkommit för första gången i svensk översättning. Hennes romaner utges i Sverige av Forum bokförlag.
Rosamunde Pilcher utsågs i december 2001 till Officer of the British Empire som erkännande för hennes författarskap.